# Cuchilla Yacaré Cururú
Die Cuchilla Yacaré Cururú ist eine Hügelkette in Uruguay. Sie befindet sich im Norden des Landes im nordöstlichen Teil des Gebiets des Departamento Artigas.
Die Cuchilla Yacaré Cururú erstreckt sich von der uruguayisch-brasilianischen Grenze in nordwest-südöstlicher Richtung östlich der Cuchilla Tres Cruces und westlich der Departamento-Hauptstadt Artigas bis etwa zur Cuchilla de Belén nahe der Südgrenze des Departamentos. Die Hügelkette erreicht dabei lediglich Höhen bis zu 130 Meter über dem Meeresspiegel.
In der Cuchilla Yacaré Cururú finden sich Achat- und Amethyst-Vorkommen.